# 王轶
王轶（1972年6月—），男，蒙古族，河南南阳人，中国民法学教授、博士生导师，教育部“长江学者”特聘教授。2011年获第六届“全国十大杰出青年法学家”。曾任中国人民大学法学院院长、副校长，在《法学研究》、《中国法学》、《中国社会科学》等核心期刊发表论文数十篇。现任中国人民公安大学校长。

## 生平
1993年毕业于郑州大学法学院，1996年取得吉林大学法学院民商法学硕士学位，1999年7月取得中国人民大学法学院民法学博士学位。
曾长期在中国人民大学工作，曾任法学院院长、发展规划处处长等职，于2020年8月起担任中国人民大学党委常委、副校长。
2024年10月，任中国人民公安大学校长。

## 头衔
- 中国法学会民法学研究会副会长、秘书长
- 中国法学会民法典编纂项目领导小组成员、秘书长
- 中国法学会案例法学研究会副会长
- 中国审判理论研究会理事[3]
- 国家社科基金重大招标项目首席专家[4]
- 中国人民大学知识产权学院副院长
- 中国人民大学民商事法律科学研究中心副主任
- 河北省政府法律顾问

## 社会兼职
- 中国法学会常务理事
- 中国法学会民法学研究会副会长、秘书长
- 中国法学会民法典编纂项目领导小组成员、秘书长
- 国家法官学院兼职教授
- 北京大学财经法研究中心研究员
- 华东政法大学兼职教授
- 暨南大学讲座教授
- 华南师范大学客座教授
- 河南师范大学兼职教授
- 甘肃政法学院客座教授
- 最高人民法院执行特邀咨询专家
- 最高人民检察院民事行政诉讼监督案件专家委员会委员
- 住房和城乡建设部法律顾问
- 农业农村部法律顾问
- 工业和信息化部法律顾问
- 国家食品药品监督管理局法律顾问
- 北京市委法律专家库成员
- 北京市人大常委会法治建设顾问
- 北京市高级人民法院专家咨询委员会委员
- 北京市人民检察院专家咨询委员会委员
- 中国国际经济贸易仲裁委员会仲裁员等

## 主要论文
- 2019“民法典物权编规范配置的新思考”，载《法学杂志》2019年第7期
- 2019“论我国合同法中的‘胁迫’”，载《四川大学学报》（哲学社会科学版）2019年第1期
- 2019“民法典如何保护物权”，载《中国法律评论》2019年第1期
- 2018“论商品房预售许可证明对合同效力的影响”，载《比较法研究》2018年第6期
- 2018“论物权法文本中‘应当’的多重语境”，载《政治与法律》2018年第10期
- 2018“论民法总则的基本立场”（合著），载《国家行政学院学报》2018年第1期
- 2017“法律规范类型区分理论的比较与评析”，载《比较法研究》2017年第5期
- 2017“认真对待民法总则中的公共利益”（合著），载《中国高校社会科学》2017年第4期
- 2017“论物权法文本中‘不得’的多重语境”，载《清华法学》2017年第2期
- 2017“民法典编纂需要协调好的六个关系”（合著），载《法学杂志》2017年第1期
- 2016“民法总则之期间立法研究”，载《法学家》2016年第5期
- 2016“民法商法关系论”（合著），载《社会科学战线》2016年第4期
- 2016“民法总则法律行为效力制度立法建议”，载《比较法研究》2016年第2期
- 2016“民法典的立法哲学”，载《光明日报》2016年3月2日第14版（理论周刊·学术）
- 2014“民法典的规范类型及其配置关系”，载《清华法学》2014年第6期
- 2014“物权债权区分论的五个理论维度”（合著），载《吉林大学社会科学学报》2014年第5期
- 2014“作为债之独立类型的法定补偿义务”，载《法学研究》2014年第2期
- 2013“论民事法律事实的类型区分”，载《中国法学》2013年第1期
- 2013“论民法诸项基本原则及其关系”，载《杭州师范大学学报》（社会科学版）2013 年第3期
- 2012“合同当事人利益的类型化分析”（合著），载《公民与法》2012年第10期
- 2012“论合同行为的一般生效条件”，载《法律适用》2012年第7期
- 2011“论中国民事立法中的‘中国元素’”，载《法学杂志》2011年第4期
- 2011“从‘照着讲’到‘接着讲’”，载《法学论坛》2011年第2期
- 2010“论侵权责任法中的损失分配制度”，载《社会科学战线》2010年第9期
- 2010“合同效力认定的若干问题”，载《国家检察官学院学报》2010年第5期
- 2010“论所有权保留的法律构成”，载《当代法学》2010年第2期
- 2010“强行性规范及其法律适用”，载《南都学坛》2010年第1期
- 2009“论侵权责任承担方式”，载《中国人民大学学报》2009年第3期
- 2008“论国家利益”（合著），载《吉林大学社会科学学报》2008年第3期
- 2007“论物权法的规范配置”，载《中国法学》2007年第6期
- 2007“物权法的任意性规范及其适用”，载《法律适用》2007年第5期
- 2007“论倡导性规范”，载《清华法学》2007年第1期
- 2006“论合同法上的任意性规范”，载《社会科学战线》2006年第5期
- 2006“物权保护制度的立法选择”，载《中外法学》2006年第1期
- 2006“物权请求权与诉讼时效制度的适用”，《当代法学》2006年第1期
- 2006“对中国民法学学术路向的初步思考”，载《法制与社会发展》2006年第1期
- 2005“物权变动中交易安全保护策略的立法选择”（合著），载《浙江社会科学》2005年第6期
- 2005“动产善意取得制度一般规定立法化研究”，《政治与法律》2005年第5期
- 2005“民法典的规范配置”，载《烟台大学学报》2005年第3期
- 2004“民法价值判断问题的实体性论证规则”，载《中国社会科学》2004年第6 期
- 2004“合同法的规范类型及其法律适用”，载《合同法评论》，人民法院出版社2004年第1期
- 2003“论物权变动模式的立法选择”，载《月旦民商法杂志》2003年第2卷
- 2002“物权法的规范设计”，载《法商研究》，2002年第5期
- 2002“论一物数卖”，载《清华大学学报》（哲学社会科学版）2002年第4期
- 2001“论无权处分行为的效力”，载《中外法学》，2001年第3期
- 2000“试论动产善意取得制度的适用条件”（合著），载《法制与社会发展》，2000年第3期
- 1999“论买卖合同中债务履行不能风险的分配”，载《中外法学》1999年第5期
- 1997“动产善意取得制度研究”（合著，第二作者），载《现代法学》，1997年第5期
- 1997“所有权保留制度研究”，载《民商法论从》1997年第6卷
- 1996“期待权初探”，载《法律科学》1996年第4期
- 1995“代为清偿制度论纲”，载《法学评论》1995年第2期等